# 仇葡萄牙情绪
仇葡萄牙情緒（英語 : Lusophobia），是指對葡萄牙、葡萄牙人或葡萄牙語言和文化的敵意、種族主義、憎恨或歧視。

## 詞源
像"盧西塔尼亞"(音譯，原文 : Lusophobia )一詞是源自古羅馬書籍中的「盧西塔尼亞」，當時這是一個羅馬行省，位於今天的葡萄牙中南部和埃斯特雷馬杜拉地域內，再加上「phobia」，意思是「恐懼」。

## 各地的仇葡萄牙情绪

### 巴西
在19世紀，「葡萄牙恐懼症」這個術語經常用來描述巴西的民族主義情緒，當時巴西是葡萄牙帝國的前殖民地。里約熱內盧和伯南布哥的自由派政治家倡導限制葡萄牙移民及其在巴西經濟中的參與，盡管他們幾乎都是葡裔血統。
在里約熱內盧，「雅各賓派」是最強烈反對加萊戈斯（指葡萄牙移民）的國家激進小團體。
1831年巴西皇帝佩德羅一世被迫退位後，薩爾瓦多的貧窮混血和黑人，包括奴隸，發動了反葡萄牙的暴動。

### 英國
2007年，三歲的瑪德琳·麥克坎在葡萄牙南部阿尔加维大区的普拉亞達盧斯失踪後，許多英國媒體對葡萄牙和葡萄牙警方進行了高度批評，描繪葡萄牙為「落後的香蕉共和國」。 其他媒體則通過呼籲抵制葡萄牙作為度假目的地來宣揚反葡萄牙情緒，但這在一般公眾意見中未能反映出來，英國遊客數創下紀錄。 據估計，2007年有紀錄的200萬英國遊客到訪葡萄牙度假。 由於批評人士如托尼·帕森斯發表的顯著反葡萄牙文章，當年的投訴數創下歷史記錄。

### 澳門
澳葡政府與澳門華人的關係於1950年代處於緊張狀態，華人社群與葡人社群的磨擦不斷提升。當時澳葡政府在澳門的建設及發展上停滯不前，官僚主義高漲，民生建設落後，政治打壓升級，行政隨便而混亂，政府部門辦事效率低且貪污盛行；而且澳門的公務員幾乎都是葡萄牙人和世居澳門的土生葡人，後者沒有升遷機會且被前者歧視，而部分土生葡人又以囂張的態度和暴力對待澳門華人，以顯示自身的特權和優勢，引起華人對澳葡政府反感；此外，葡屬澳門與其他殖民地相比的獨特之處，是作為宗主國的意識形態難以在當地推行，華人甚少有機會接觸葡萄牙文化，雙方的日常生活甚少有交流。
中國大陸於1966年發起文化大革命後，同年12月3日左派於澳門發起一二·三事件，使到澳葡政府在澳門的管治威信喪失，並徹底影響了澳門的政治格局：中共勢力在事實上控制了澳門，左派勢力得以在社會各個階層紮根，親共華商權貴及社團抬頭。